# Amstel Gold Race 1978
De Amstel Gold Race 1978 was 230 km lang en ging van Heerlen naar Meerssen. Op het parcours waren er 20 hellingen. Aan de start stonden 138 renners.

## Hellingen
De 20 hellingen gerangschikt op voorkomen op het parcours.

| 1. Hussenberg 2. Raarberg 3. Cauberg 4. Sibbergrubbe 5. Keutenberg 6. Fromberg 7. Mingersberg 8. Gulperberg 9. Koning van Spanje 10. Heyenrath | 11. Kruisberg 12. Mingersberg (2e maal) 13. Gulperberg (2e maal) 14. Koning van Spanje (2e maal) 15. Heyenrath (2e maal) 16. Sibbergrubbe (2e maal) 17. Keutenberg (2e maal) 18. Fromberg (2e maal) 19. Sibbergrubbe (3e maal) 20. Cauberg (2e maal) |

## Verloop

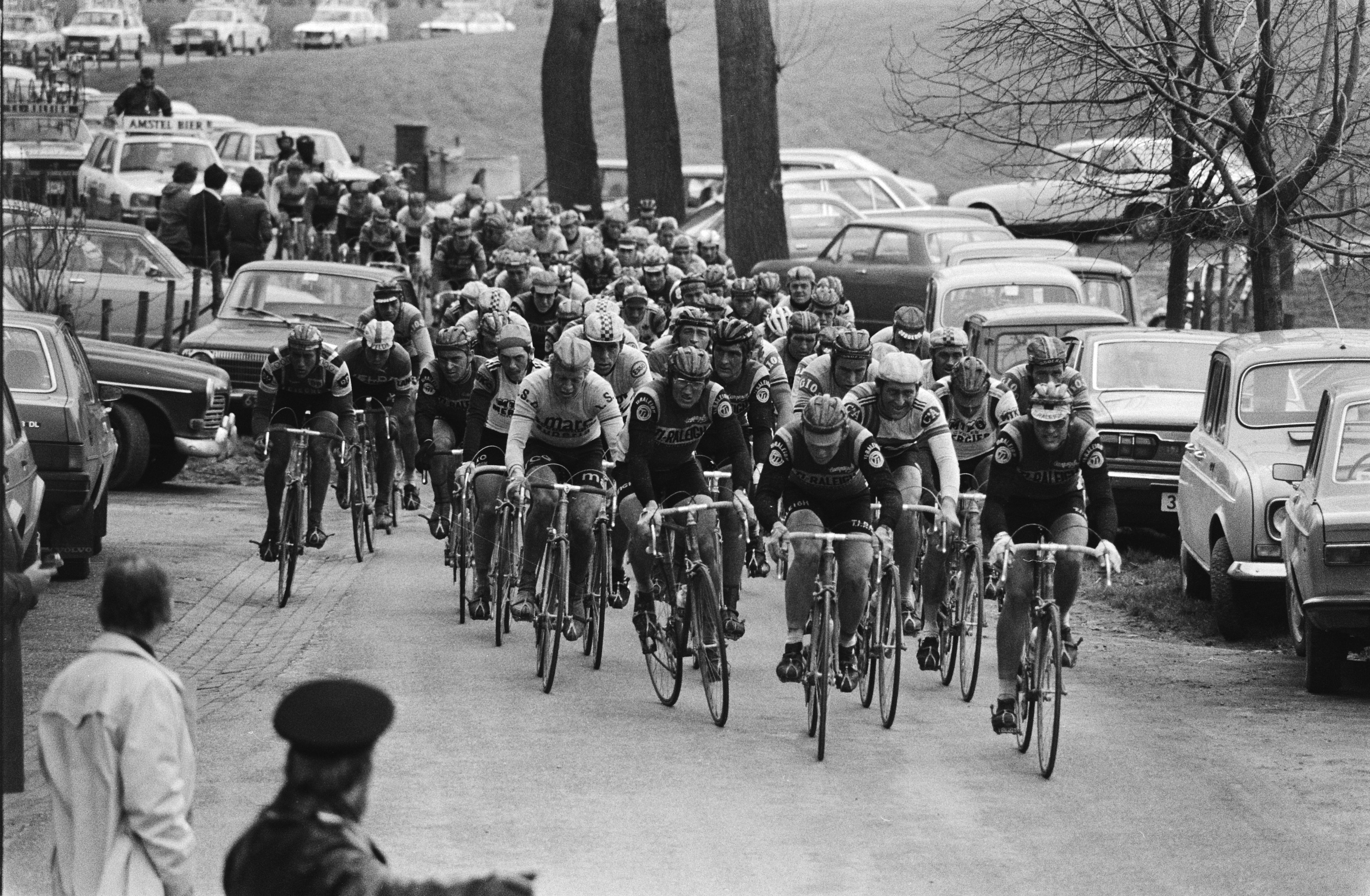
TI-Raleigh trekt aan het nog grote peloton.
Foto's: Bert Verhoeff voor Anefo

138 Renners gingen van start in Heerlen. In het Heuvelland werd het peloton flink uitgedund. Na 180 kilometer koers en 50 km te gaan, bestond de groep nog uit 25 renners. Daarachter reed een groepje van 7 renners met Johan van der Velde, dat de race zou uitrijden.
Ook de begeleidingskaravaan was iets korter geworden. Een motoragent ging op het asfalt onderuit en de Miko-Mercier ploegleider parkeerde zijn auto halverwege de koers, onderaan een steil talud. Joop Zoetemelk en Leo van Vliet moesten dus verder gebruik maken van neutrale hulpdiensten.

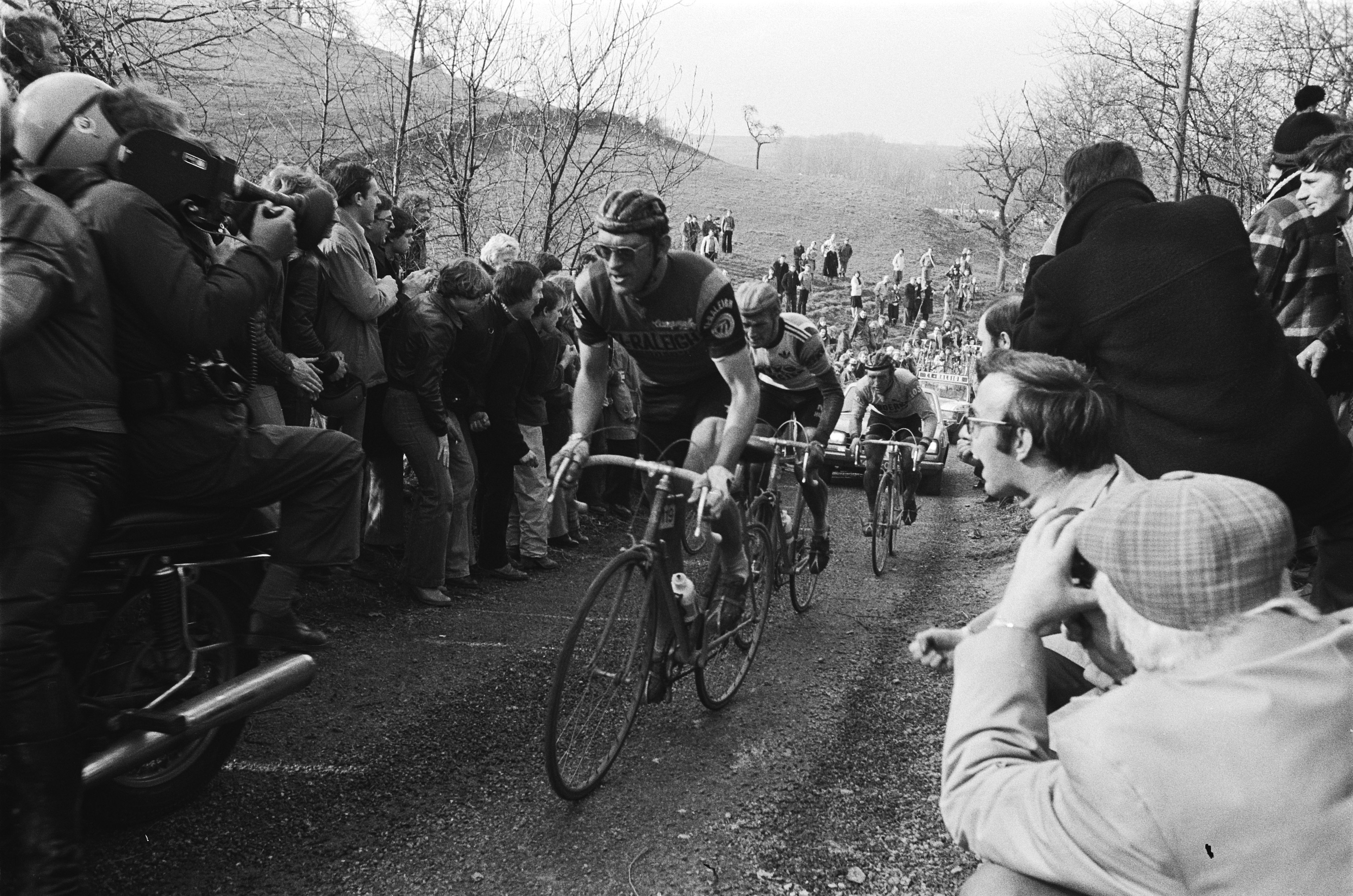
Gerrie Knetemann leidt de tweede dans op de Keutenberg. Hij wordt gevolgd door Leo van Vliet en Walter Godefroot. Ook Bernard Bourreau rijdt op deze foto verscholen in de kopgroep.

Bij de tweede beklimming van de Keutenberg ging het spel definitief op de wagen. Leo van Vliet sprong weg en hij kreeg Gerrie Knetemann, Walter Godefroot en Bernard Bourreau mee. Onderaan de Fromberg sloten Jan Raas, Freddy Maertens, Joop Zoetemelk, Dietrich Thurau, Hennie Kuiper, Francesco Moser en Gregor Braun aan.

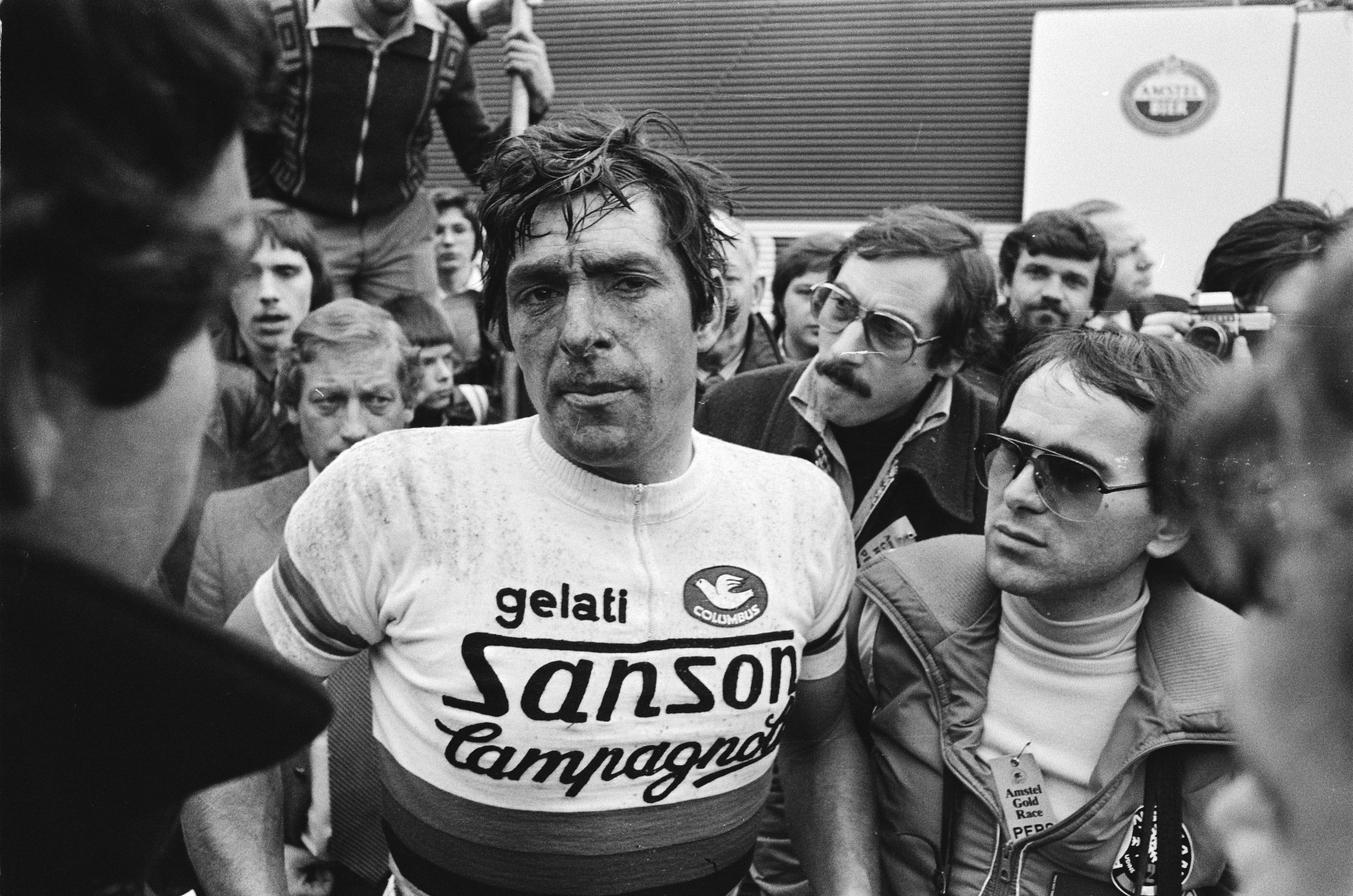
De als tweede geëindigde wereldkampioen Francesco Moser na de finish.

In de groep van 11 had TI-Raleigh de meeste renners: 3. Een derde IJsboerke zat nog mee op de Keutenberg, maar hij moest de achtervolgende groep laten gaan. Moser zag het overwicht niet zitten en zijn demarrage loste Van Vliet en Bourreau uit de groep. Godefroot reed lek en viel terug in de restanten van het peloton. Moser's tweede aanval loste ook Knetemann, Thurau en Braun. Van Vliet reed daarna ook lek, maar wist wel uit de klauwen van het peloton te blijven.
De kopgroep bestond toen nog maar uit vijf renners. Hennie Kuiper viel aan, Francesco Moser haalde hem terug. Kuiper viel nogmaals aan tijdens de 3e beklimming van de Sibbergrubbe, en weer haalde Moser hem terug. Tijdens de 2e beklimming van de Cauberg ontsnapte Jan Raas en hij kwam daarmee tussen de motoren van de fotografen terecht. De ploegleider van Moser pikte dit niet en begon zelf het achtervolgende groepje te gangmaken. Peter Post had dit door, en reed de auto plus renners bijna de weg af. Hierdoor viel de achtervolging stil, waardoor Jan Raas in zijn eentje de eindstreep haalde.

## Uitslag
| rang | renner           | land           | ploeg                 | tijd       |
| ---- | ---------------- | -------------- | --------------------- | ---------- |
| 1    | Jan Raas         | Nederland      | TI-Raleigh            | 6u 05' 03" |
| 2    | Francesco Moser  | Italië         | Sanson                | op 1' 16"  |
| 3    | Joop Zoetemelk   | Nederland      | Miko-Mercier          | z.t.       |
| 4    | Freddy Maertens  | België         | Flandria-Velda        | z.t.       |
| 5    | Hennie Kuiper    | Nederland      | TI-Raleigh            | z.t.       |
| 6    | Gerrie Knetemann | Nederland      | TI-Raleigh            | op 4' 02"  |
| 7    | Gregor Braun     | West-Duitsland | Peugeot-Esso-Michelin | z.t.       |
| 8    | Leo van Vliet    | Nederland      | Miko-Mercier          | op 4' 36"  |
| 9    | Dietrich Thurau  | West-Duitsland | IJsboerke             | op 5' 04"  |
| 10   | Bernard Bourreau | Frankrijk      | Peugeot-Esso-Michelin | z.t.       |